# Maison Bayard
L'ancienne maison Bayard est un immeuble classé du XVIIIe siècle situé dans la ville de Verviers en Belgique (province de Liège).

## Localisation
Cette maison est située à Verviers, au pied de la chaussée de Heusy, aux nos 16/18.

## Historique
La demeure a été vraisemblablement construite pendant la seconde moitié du XVIIIe siècle. L'année de construction n'est pas connue mais elle doit se situer entre 1743 et 1775 : d'une part, une gravure de Remacle Le Loup publiée en 1743 dans sa Vue et perspective de la ville de Vervier prise au midy représente le bâtiment antérieur à la maison Bayard actuelle et, d'autre part, l'immeuble a été le premier siège de la Société du cabinet littéraire, fondée en 1775 qui pourrait aussi être l'année de construction. L'immeuble a fait l'objet d'une restauration au début des années 2000 grâce au fonds du logement des familles nombreuses de Wallonie.

## Description
La façade possède sept travées, trois niveaux (deux étages) et deux portes d'entrée juxtaposées aux troisième et quatrième travées. Le soubassement est réalisé en pierres calcaires équarries et le reste de la façade est élevé en briques enduites avec encadrements en pierre calcaire. Toutes les baies sont surmontées de linteaux avec clés de voûte passantes. Les baies sont de hauteur décroissante suivant le niveau. La double porte d'entrée de style Louis XVI avec baies d'imposte en anse de panier, à clé de voûte sculptée en console est entièrement réalisée en pierre calcaire. 
La façade arrière est aussi percée par plusieurs baies similaires à la façade avant. Le pignon nord-est qui était presque aveugle, a été percé de baies récentes.